# Gobierno estatal de Renania-Palatinado
El Gobierno estatal de Renania-Palatinado (en alemán, Landesregierung von Rheinland-Pfalz) es la institución de carácter ejecutivo en que se organiza el gobierno estatal del estado federado de Renania-Palatinado (Alemania). Sus poderes quedaron regulados en la Constitución del Estado federado de Renania-Palatinado en los artículos 98 a 106. El Ministro-Presidente posee más poderes que los demás Ministros-Presidentes de otros estados federados, como el nombramiento de jueces, la celebración de tratados estatales y la concesión de indultos.
El gobierno está formado por el Ministro-Presidente, quien encabeza el poder ejecutivo, y los ministros estatales, que son nombrados por el jefe del ejecutivo. El Ministro-Presidente establece las directrices de la política gubernamental y es responsable de ellas (lo que se conoce como la autoridad política). Dentro de las directrices establecidas, los ministros gestionan de manera independiente el área de responsabilidad que les ha sido asignada (el ministerio correspondiente). El gobierno estatal opera de acuerdo con normas de procedimiento.
El Ministro-Presidente es elegido por la mayoría del Parlamento Regional de Renania-Palatinado, pudiendo ser elegido en las dos primeras rondas por mayoría absoluta de la cámara y en la tercera por mayoría simple, con más votos a favor que en contra. En caso de no obtener ninguna de las dos mayorías, se procederá a la búsqueda de un nuevo candidato.

## Listado de Ministros-presidentes desde 1946
| Legislatura      | Gobierno     | N.º | Fotografía          | Ministro-Presidente del Gobierno estatal de Renania-Palatinado | Inicio del mandato     | Fin del mandato       | Duración del mandato       |
| ---------------- | ------------ | --- | ------------------- | -------------------------------------------------------------- | ---------------------- | --------------------- | -------------------------- |
| I (1947-1951)    | Boden        | 1.° |                     | Wilhelm Boden                                                  | 3 de diciembre de 1946 | 9 de julio de 1947    | 7 meses y 6 días           |
| I (1947-1951)    | Altmeier I   | 2.° |                     | Peter Altmeier                                                 | 9 de julio de 1947     | 13 de junio de 1951   | 21 años, 6 meses y 10 días |
| II (1951-1955)   | Altmeier II  | 2.° | 13 de junio de 1951 | Peter Altmeier                                                 | 1 de junio de 1955     |                       | 21 años, 6 meses y 10 días |
| III (1955-1959)  | Altmeier III | 2.° | 1 de junio de 1955  | Peter Altmeier                                                 | 19 de mayo de 1959     |                       | 21 años, 6 meses y 10 días |
| IV (1959-1963)   | Altmeier IV  | 2.° | 19 de mayo de 1959  | Peter Altmeier                                                 | 18 de mayo de 1963     |                       | 21 años, 6 meses y 10 días |
| V (1963-1967)    | Altmeier V   | 2.° | 18 de mayo de 1963  | Peter Altmeier                                                 | 18 de mayo de 1967     |                       | 21 años, 6 meses y 10 días |
| VI (1967-1971)   | Altmeier VI  | 2.° | 18 de mayo de 1967  | Peter Altmeier                                                 | 19 de mayo de 1969     |                       | 21 años, 6 meses y 10 días |
| VI (1967-1971)   | Kohl I       | 3.° |                     | Helmut Kohl                                                    | 19 de mayo de 1969     | 18 de mayo de 1971    | 7 años, 10 meses y 14 días |
| VII (1971-1975)  | Kohl II      | 3.° | 18 de mayo de 1971  | Helmut Kohl                                                    | 20 de mayo de 1975     |                       | 7 años, 10 meses y 14 días |
| VIII (1975-1979) | Kohl III     | 3.° | 20 de mayo de 1975  | Helmut Kohl                                                    | 2 de diciembre de 1976 |                       | 7 años, 10 meses y 14 días |
| VIII (1975-1979) | Vogel I      | 4.° |                     | Bernhard Vogel                                                 | 2 de diciembre de 1976 | 18 de mayo de 1979    | 12 años y 6 días           |
| IX (1979-1983)   | Vogel II     | 4.° | 18 de mayo de 1979  | Bernhard Vogel                                                 | 18 de mayo de 1983     |                       | 12 años y 6 días           |
| X (1983-1987)    | Vogel III    | 4.° | 18 de mayo de 1983  | Bernhard Vogel                                                 | 23 de junio de 1987    |                       | 12 años y 6 días           |
| XI (1987-1991)   | Vogel IV     | 4.° | 23 de junio de 1987 | Bernhard Vogel                                                 | 8 de diciembre de 1988 |                       | 12 años y 6 días           |
| XI (1987-1991)   | Wagner I     | 5.° |                     | Carl-Ludwig Wagner                                             | 8 de diciembre de 1988 | 21 de mayo de 1991    | 2 años, 1 mes y 13 días    |
| XII (1991-1996)  | Scharping    | 6.° |                     | Rudolf Scharping                                               | 21 de mayo de 1991     | 26 de octubre de 1994 | 3 años, 9 meses y 5 días   |
| XII (1991-1996)  | Beck I       | 7.° |                     | Kurt Beck                                                      | 26 de octubre de 1994  | 20 de mayo de 1996    | 18 años, 2 meses y 18 días |
| XIII (1996-2001) | Beck II      | 7.° | 20 de mayo de 1996  | Kurt Beck                                                      | 18 de mayo de 2001     |                       | 18 años, 2 meses y 18 días |
| XIV (2001-2006)  | Beck III     | 7.° | 18 de mayo de 2001  | Kurt Beck                                                      | 18 de mayo de 2006     |                       | 18 años, 2 meses y 18 días |
| XV (2006-2011)   | Beck IV      | 7.° | 18 de mayo de 2006  | Kurt Beck                                                      | 18 de mayo de 2011     |                       | 18 años, 2 meses y 18 días |
| XVI (2011-2016)  | Beck V       | 7.° | 18 de mayo de 2011  | Kurt Beck                                                      | 13 de enero de 2013    |                       | 18 años, 2 meses y 18 días |
| XVI (2011-2016)  | Dreyer I     | 8.ª |                     | Malu Dreyer                                                    | 13 de enero de 2013    | 18 de mayo de 2016    | 11 años, 5 meses y 28 días |
| XVII (2016-2021) | Dreyer II    | 8.ª | 18 de mayo de 2016  | Malu Dreyer                                                    | 18 de mayo de 2021     |                       | 11 años, 5 meses y 28 días |
| XVIII (2021-)    | Dreyer III   | 8.ª | 18 de mayo de 2021  | Malu Dreyer                                                    | 10 de julio de 2024    |                       | 11 años, 5 meses y 28 días |
| XVIII (2021-)    | Schweitzer   | 9.° |                     | Alexander Schweitzer                                           | 10 de julio de 2024    | En el cargo           | 1 año y 27 días            |

## Ministerios
|                                                            |                           |                                                |                                     |
| Partido político                                           |                           | Partido Socialdemócrata de Alemania            | Partido Socialdemócrata de Alemania |
| Partido político                                           | Alianza 90/Los Verdes     |                                                |                                     |
| Partido político                                           | Partido Democrático Libre |                                                |                                     |
| Ministro-Presidente                                        |                           |                                                |                                     |
| Ministro-Presidente                                        |                           | Alexander Schweitzer Desde 10 de julio de 2024 |                                     |
| Viceministras-Presidentas                                  |                           |                                                |                                     |
| Viceministra-Presidenta Primera                            |                           | Katharina Binz Desde el 10 de julio de 2024    |                                     |
| Viceministra-Presidenta Segunda                            |                           | Daniela Schmitt Desde el 10 de julio de 2024   |                                     |
| Ministros                                                  |                           |                                                |                                     |
| Finanzas                                                   |                           | Doris Ahnen Desde el 10 de julio de 2024       |                                     |
| Interior y Deporte                                         |                           | Michael Ebling Desde el 10 de julio de 2024    |                                     |
| Justicia                                                   |                           | Herbert Mertin Desde el 10 de julio de 2024    |                                     |
| Educación                                                  |                           | Sven Teuber Desde el 6 de mayo de 2025         |                                     |
| Familia, Mujer, Cultura e Integración                      |                           | Katharina Binz Desde el 10 de julio de 2024    |                                     |
| Economía, Transportes, Agricultura y Viticultura           |                           | Daniela Schmitt Desde el 10 de julio de 2024   |                                     |
| Ciencia y Salud                                            |                           | Clemens Hoch Desde el 10 de julio de 2024      |                                     |
| Trabajo, Asuntos Sociales, Transformación y Digitalización |                           | Dörte Schall Desde el 10 de julio de 2024      |                                     |
| Protección del Clima, Medio Ambiente, Energía y Movilidad  |                           | Katrin Eder Desde el 10 de julio de 2024       |                                     |